# Храброво (Калининградская область)
Храбро́во (до 1946 года — Повунден, нем. Powunden) — посёлок сельского типа в Гурьевском городском округе Калининградской области, административный центр Храбровского сельского поселения. Рядом с посёлком расположен одноимённый аэропорт.

## История
Точная дата основания замка Повунден, рядом с которым постепенно образовался посёлок, неизвестна. Разные источники называют следующие даты: 1261, 1283, 1308 годы. В 1370 году замок был захвачен литовским войском. Позднее замок исчез. Точная дата его исчезновения также неизвестна, последний раз он обозначается на карте 1584 года.
В 1950-х годах расположенная рядом с посёлком бывшая база люфтваффе была перестроена в современный аэропорт, который заменил устаревший аэропорт Девау.

## Население
| 2002 | 2010  |
| ---- | ----- |
| 2148 | ↘2143 |

## Достопримечательности
В посёлке расположены руины старинной кирхи Святой Барбары (основана в 1324 году), которая в советские времена использовались как матросский клуб. В 2006 году под слоем штукатурки на одной из стен кирхи была обнаружена фреска апостола Павла, которую специалисты датировали XIV веком, что делает её самой старой фреской на территории Калининградской области.